# Maruf (Afghanistan)
Pour les articles homonymes, voir Maruf.
Maruf est une ville située dans le centre administratif du district de Maruf dans la province de Kandahâr en Afghanistan.